# Celsinho
Celso Luís Honorato Júnior, dit Celsinho (né le 25 août 1988 à Americana, São Paulo), est un footballeur brésilien. Il occupe le poste de milieu offensif.

## Carrière
| Période   | Club                           | Pays     |
| 2006      | Portuguesa de Desportos        | Brésil   |
| 2006-2007 | Lokomotiv Moscou               | Russie   |
| 2007-2011 | Sporting CP                    | Portugal |
| 2008-2009 | Estrela da Amadora (prêt)      | Portugal |
| 2010-2011 | Portuguesa de Desportos (prêt) | Brésil   |
| 2011-2012 | FCM Târgu Mureș                | Roumanie |
| nov. 2012 | Londrina ES                    | Brésil   |

## Palmarès
- Lokomotiv Moscou
  - Coupe de Russie :
    - Vainqueur : 2007.
- Sporting Portugal
  - Coupe de Russie :
    - Vainqueur : 2008.

  - Supercoupe du Portugal :
    - Vainqueur : 2008.
- Londrina EC
  - Championnat du Paraná intérieur :
    - Vainqueur : 2013, 2015, 2017.

  - Championnat du Paraná :
    - Vainqueur : 2014.

  - Primeira Liga :
    - Vainqueur : 2017.
- Paysandu SC
  - Taça Cidade de Belém :
    - Vainqueur : 2016.

  - Championnat du Pará :
    - Vainqueur : 2016.

  - Copa Verde :
    - Vainqueur : 2016.